# 풍선군
증 풍선군 이한용(贈 豊善君 李漢鎔, 1875년 2월 19일 - 1890년 8월 1일)은 조선 후기의 문관 관료 겸 왕족 종실이자 장조의 서장남 은언군(恩彦君)의 현손이며, 전계대원군(全溪大院君)의 양 증손이고, 누동궁(樓洞宮)의 사손(嗣孫)이다.
사후에 순종 때 특별히 종정원경에 증직되고 풍선군에 추봉되었다.

## 생애
조선후기의 왕족으로 본관은 전주, 휘는 한용(漢鎔)이다. 장조의 서장남 은언군(恩彦君)의 현손이며, 전계대원군(全溪大院君)의 증손이고, 누동궁(樓洞宮)의 사손(嗣孫)이다. 이버지는 청안군 이재순(淸安君 李載純)이며, 생부는 소현세자(昭顯世子) 8대손 이재철(李載徹)이다.
부인은 정부인 홍씨(貞夫人 洪氏)이다. 음서로 출사하여 영(令)을 역임했다.
이재철의 아들로 1875년(고종 12) 탄생하였다. 청안군 이재순(淸安君 李載純)의 후사(後嗣)로 입양되었으나, 1890년(고종 27) 향년 16세로 별세하였다. 아들없이 죽자 덕흥대원군 13대손 군수(郡守) 이건용(李建鎔)의 아들 이해승(李海昇)을 입계하여 후사(後嗣)를 잇게 하였다. 시신은 경기도 양주군 홍제원(고양군에 편입되었다가 다시 서울 은평구로 편입) 내촌(內村) 묘좌에 안장되었다.
1907년(융희 1) 10월 14일 특별히 종2품 가선대부 종정원경(嘉善大夫 宗正院卿)에 추증(追贈)하고, 풍선군(豐善君)으로 추봉하였다. 1909년(융희 3년) 7월 20일 증 정2품 자헌대부 규장각제학(贈正二品資憲大夫奎章閣提學)에 추증되었다. 1910년(융희 4) 8월 21일 황후(皇后)가 풍선군(豐善君) 부인 정부인 홍씨(貞夫人 洪氏)에게 훈 2등에 서훈하고 서봉장(瑞鳳章)을 하사하였다.

### 사후
시신은 경기도 양주군 신혈면 홍제원 답동리에 안장되었다가 1964년 경기도 포천군 주내면 선단4리(현 포천시 포천동 선단4통) 산11번지 전계대원군 묘소 근처로 이장하였다. 그의 묘소는 전계대원군과 완양부대부인 내외의 묘소, 소실 용성부대부인 묘소의 동쪽 150m 지점에 있으며, 왕방산에서 이장한 회평군의 묘소는 그의 묘 서쪽 50m 지점에 조성되었다. 그의 묘소 근처에 선단초등학교가 있다.

## 가족 관계
- 아버지(양부) : 청안군 이재순(淸安君 李載純, 1851년 10월 24일 ~ 1904년 3월 2일)
- 어머니(양모) : 정경부인 풍산 홍씨(貞敬夫人 洪氏, 1853년 3월 14일 ~ ?), 풍산인 홍경모(洪慶謨)의 딸
- 아버지(생부) : 이재철(李載徹, 1848년 8월 29일 ~ ?), 소현세자(昭顯世子) 8대손.[1]
- 어머니(생모) : 선산 김씨(善山金氏, 1849년 9월 8일 ~ ?), 김형종(金亨鍾)의 딸
- 부인 : 정부인 남양 홍씨(貞夫人 南陽洪氏, 1875년 6월 22일 ~ ?), 남양인 홍순관(洪淳寬)의 딸
  - 아들(양자) : 청풍군 이해승(淸豐君 李海昇, 1890년 - ?), 덕흥대원군 13대손 군수(郡守) 이건용(李建鎔)의 아들.